# یواس‌اس کناپ (دی‌دی-۶۵۳)
یواس‌اس کناپ (دی‌دی-۶۵۳) (به انگلیسی: USS Knapp (DD-653)) یک کشتی بود که طول آن ۱۱۴٫۷ متر (۳۷۶ فوت) بود. این کشتی در سال ۱۹۴۳ ساخته شد.